# Tràng An (phường)
Tràng An là một phường thuộc thành phố Đông Triều, tỉnh Quảng Ninh, Việt Nam.

## Địa lý
Phường Tràng An nằm ở phía đông bắc thành phố Đông Triều, có vị trí địa lý: 
- Phía đông giáp phường Bình Khê và phường Xuân Sơn
- Phía tây giáp phường Đức Chính
- Phía nam giáp phường Đức Chính và phường Xuân Sơn
- Phía bắc giáp xã An Sinh.

Phường Tràng An có diện tích 9,53 km², dân số năm 2018 là 6.960 người, mật độ dân số đạt 730 người/km².

## Lịch sử
Cuối năm 1920 đến năm 1930 xã Tràng An có 3 làng: Tràng Bảng, Hà Lôi, Yên Sinh thuộc tổng Mễ Sơn, huyện Đông Triều.
Cuối tháng 6 năm 1946 Hội đồng nhân dân xã ban hành Quyết định về việc thành lập xã Tràng An trên cơ sở 3 làng: Tràng Bảng, Hà Lôi, Yên Sinh.
Ngày 11 tháng 3 năm 2015, Ủy ban Thường vụ Quốc hội ban hành Nghị quyết số 891/NQ-UBTVQH13 về việc thành lập thị xã Đông Triều thuộc tỉnh Quảng Ninh. Xã Tràng An trực thuộc thị xã Đông Triều.
Ngày 11 tháng 9 năm 2019, Ủy ban Thường vụ Quốc hội ban hành Nghị quyết số 769/NQ-UBTVQH14 (nghị quyết có hiệu lực từ ngày 1 tháng 11 năm 2019) về việc thành lập phường Tràng An thuộc thị xã Đông Triều trên cơ sở toàn bộ 9,53 km² diện tích tự nhiên và 6.960 người của xã Tràng An.
Ngày 28 tháng 9 năm 2024, Ủy ban Thường vụ Quốc hội ban hành Nghị quyết số 1199/NQ-UBTVQH15 về việc sắp xếp đơn vị hành chính cấp huyện, cấp xã của tỉnh Quảng Ninh giai đoạn 2023 – 2025 (nghị quyết có hiệu lực từ ngày 1 tháng 11 năm 2024). Theo đó, thành lập thành phố Đông Triều thuộc tỉnh Quảng Ninh. Phường Tràng An trực thuộc thành phố Đông Triều.

## Văn hoá
Tràng An xưa có nhiều Chùa và Đình bậc nhất ở Đông Triều. Đó là: 

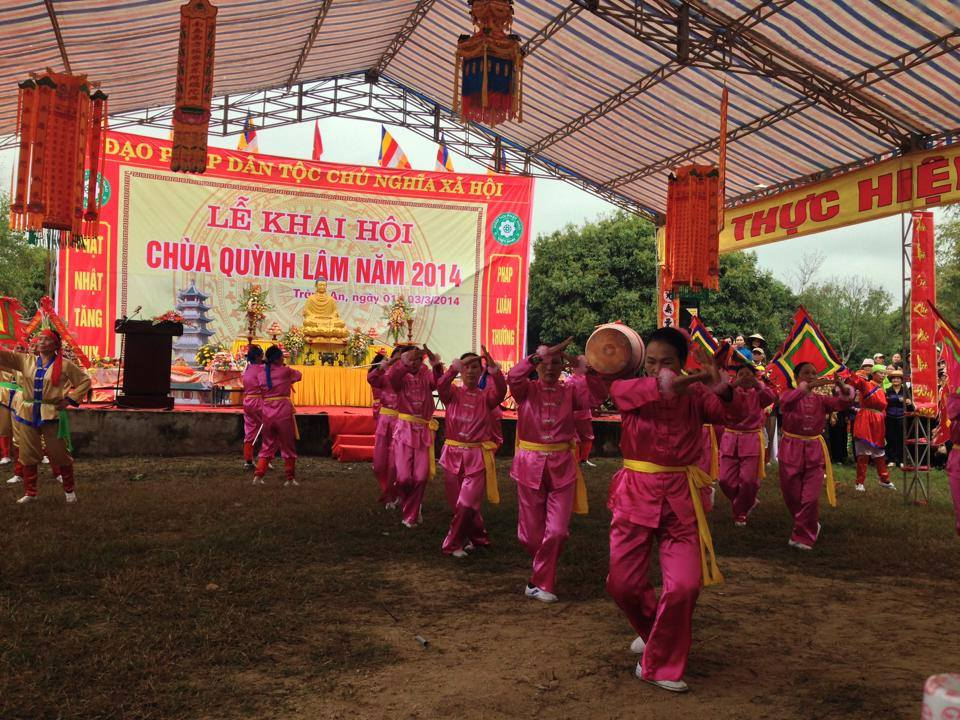
Lễ hội Chùa Quỳnh Lâm

- Chùa Quỳnh Lâm, thuộc di tích Đặc biệt quốc gia nhà Trần tại Đông Triều. Chùa Quỳnh Lâm là một ngôi chùa cổ nổi tiếng ở tỉnh Quảng Ninh (nay là phường Tràng An, thị xã Đông Triều) thuộc phạm vi Khu di tích nhà Trần ở Đông Triều, một trong năm di tích quốc gia đặc biệt ở Quảng Ninh. Trong các thế kỷ 11-14 và 17-18, Quỳnh Lâm là trung tâm Phật giáo lớn nhất của Việt Nam. Năm 1316 Thiền viện Quỳnh Lâm được thành lập và đây là trường đại học Phật giáo đầu tiên ở Việt Nam. Lễ hội chùa Quỳnh Lâm diễn ra từ ngày mùng 1 đến ngày mùng 4 tháng 2 âm lịch.
- Chùa Hà Giang (Chùa Hà Lôi). Thờ Bốn vị Thành Hoàng làng Hà Lôi là: Trần Triều Bảo Huệ Quốc Mẫu, Trần Triều Bảo Từ Hoàng Thái Hậu, Văn Huệ Thái trưởng Công Chúa, Thượng Trân Công Chúa. Tuy nhiên hiện nay Chùa năm trên đất thuộc Hà Giang, Khu Yên Lâm 2, phường Đức Chính
- Chùa Sinh nay chỉ là phế tích.
- Đình Hà Lôi Thượng nay là phế tích.
- Đình Hà Lôi Hạ nay là phế tích.

Theo Hương ước của Làng Hà Lôi năm 1936 thì Tràng An còn một số di tích sau:

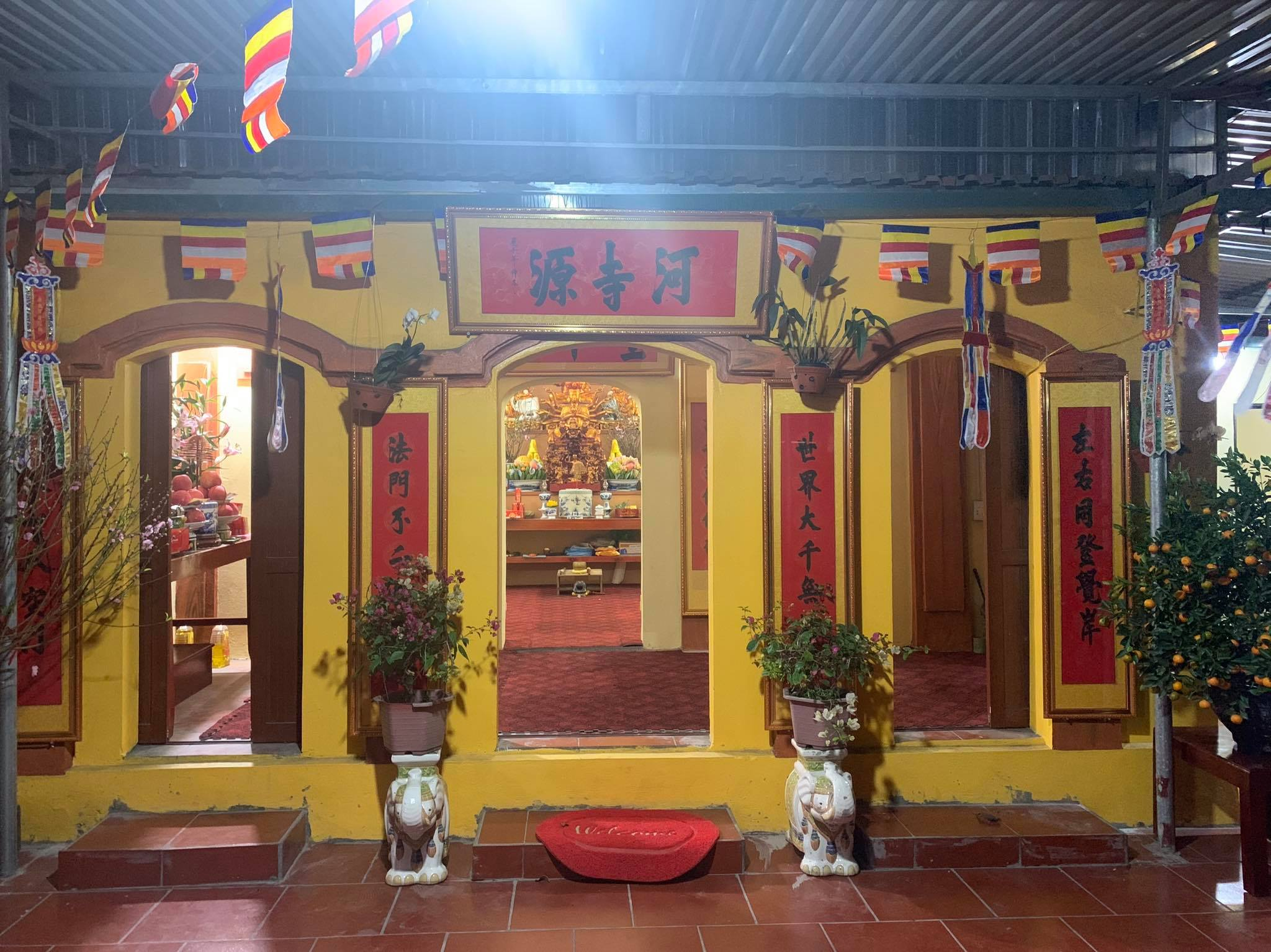
Cửa Chùa Hà Giang(Hà Nguyên Tự)

- Chùa Nhất Trụ nay là phế tích không rõ địa điểm
- 6 nghè Hà Lôi Thượng nay là phế tích
- Văn chỉ nay là phế tích.